# All of the Lights
«All of the Lights» (рус. «Все огни») — сингл, выпущенный американским хип-хоп артистом Канье Уэстом. Релиз состоялся 18 января 2011 и стал четвёртым синглом, выпущенным в поддержку пятого студийного альбома Уэста «My Beautiful Dark Twisted Fantasy».
Отличительная особенность этого трека заключается в большом количестве знаменитостей принявших участие в его записи — их здесь 14, включая самого Уэста.
Песня добралась до 18-го места в чарте Billboard Hot 100 и до 2-й строчки в чарте Hot R&B/Hip-Hop Songs. Также сингл стал трижды платиновым, продавшись тиражом в 3 млн копий (США).
Песня была награждена множеством премий, в том числе двумя «Грэмми» за «Лучшую рэп-песню», «Лучшее рэп/песенное совместное исполнение».
Критические отзывы на песню оказались в массе своей положительными.

## История создания
Песня полностью написана Канье Уэстом, включая и продюсирование. В записи приняло участие 13 звёздных «гостей» — Алиша Киз, Джон Ледженд, The-Dream, Дрейк, Ферги, Кид Кади, Элтон Джон, Ryan Leslie, Charlie Wilson, Tony Williams, Elly Jackson, Alvin Fields, Ken Lewis и Рианна. Из всех этих людей наиболее важная роль досталась Рианне и Fergie. Рианна исполняет припев, а Fergie исполняет куплет. Остальные исполняют отдельные фрагменты песни и поют хором. В интервью MTV Джексон объяснил намерения Канье: «Он хотел задействовать своих любимых певцов со всего мира, чтобы создать эту уникальную вокальную текстуру в записи».

## Музыкальное видео
Несмотря на то, что песня All of the Lights уже была задействована в короткометражке Канье «Runaway» (там под эту музыку проходило карнавальное шествие), было решено снять самостоятельное видео. Съёмки развернулись в январе 2011 года, режиссёрское кресло занял Гайп Уильямс, чьё сотрудничество с Уэстом началось ещё в 2005 году. Клип открывается чёрно-белым вступлением, где под звуки оркестровой интерлюдии, предварявшей трек на самом альбоме, из дому уходит девочка. Неожиданно серый мир вокруг неё начинает мерцать и переливаться всеми цветами радуги. Начинается песня. Видны яркие всполохи цвета, Канье Уэст, стоящий на крыше полицейского автомобиля с включёнными мигалками, быстро меняющие стиль написания титры (это — отсылка к фильму Гаспара Ноэ «Вход в пустоту»). Попутно демонстрируется история, которая прослеживается в куплете Уэста. Из 12 знаменитостей, подаривших свои голоса песне, в клипе присутствует только Рианна (её планы чередуются с планами Канье) и Kid CuDi. Впрочем, все исполнители перечислены в финальных титрах. Также в версии для клипа отсутствует куплет Ферги.
Музыкальное видео впервые было представлено на канале VEVO 19 февраля 2011 года. Клип получил резко отрицательную оценку медицинских организаций, занимающихся проблемами эпилепсии. Как и в случае с клипом на другую песню Канье, Monster, по Интернету долгое время ходили слухи о запрете видео и удалении его с Youtube. На деле же всё ограничилось предупредительной надписью в начале клипа, сообщающей о том, что видео способно вызвать эпилептические приступы у людей, страдающих этим заболеванием. Изменение, коснувшееся самого видео, заключается в приглушении цветовой гаммы.

## Чарты
| Charts (2011)                              | Peak position |
| ------------------------------------------ | ------------- |
| Австралия (ARIA)                           | 24            |
| Австралия (ARIA Urban Singles)             | 8             |
| Австрия (Ö3 Austria Top 40)                | 68            |
| Бельгия/Фландрия (Ultratop 50)             | 27            |
| Бельгия/Валлония (Ultratip Bubbling Under) | 3             |
| Канада (Billboard Canadian Hot 100)        | 53            |
| Франция (SNEP)                             | 52            |
| Германия German Singles Chart              | 17            |
| Ирландия (IRMA)                            | 13            |
| Новая Зеландия (Recorded Music NZ)         | 13            |
| Шотландия (The Official Charts Company)    | 14            |
| Южная Корея (Gaon Chart)                   | 22            |
| Швейцария (Schweizer Hitparade)            | 46            |
| Великобритания (OCC UK Singles)            | 5             |
| Великобритания (OCC UK Hip Hop/R&B)        | 1             |
| США (Billboard Hot 100)                    | 1             |
| США (Billboard Hot R&B/Hip-Hop Songs)      | 1             |
| США (Billboard Pop Airplay)                | 1             |
| США (Billboard Hot Rap Songs)              | 1             |